# Лямково
Лямково (пол. Lamkowo, нім. Groß Lemkendorf) — село в Польщі, у гміні Барчево Ольштинського повіту Вармінсько-Мазурського воєводства.
Населення — 439 осіб (2011).
У 1975-1998 роках село належало до Ольштинського воєводства.

## Демографія
Демографічна структура станом на 31 березня 2011 року:
|          | Загалом | Допрацездатний вік | Працездатний вік | Постпрацездатний вік |
| -------- | ------- | ------------------ | ---------------- | -------------------- |
| Чоловіки | 228     | 51                 | 166              | 11                   |
| Жінки    | 211     | 50                 | 133              | 28                   |
| Разом    | 439     | 101                | 299              | 39                   |